# Lygaeoidea
Super-famille
Les Lygaeoidea sont une super-famille d'insectes de l'ordre des Hemiptera, du sous-ordre des Heteroptera (punaises).

## Description
Les punaises de ce groupe se caractérisent par une membrane avec en général 5 veines et au maximum 1 à 2 cellules  basales. On les reconnaît également à l'implantation des trichobothries abdominales, et à l'emplacement des spiracles,. Certains ont une morphologie particulière, notamment des fémurs antérieurs très enflés (Blissidae, Pachygronthidae, etc.), une forme allongée avec de très longues pattes et antennes filiformes (Berytidae), ou des yeux et une tête très large et recourbée vers l'arrière (Geocoridae).

## Répartition
Cette super-famille est de répartition cosmopolite. Certaines familles et sous-familles ont quant à elles des répartitions restreintes (Cryptorhamphidae limitée à l'Australie et aux Fidji, Meschiidae limitée à l'Australie et à l'Inde, par exemple).

## Biologie
La majorité des Lygaeoidea est phytophage, avec plusieurs familles qui se nourrissent de graines (Cymidae, Ninidae, Pachygronthidae). Certains groupes sont géophiles, c'est-à-dire restent au sol pour chercher leur nourriture (certains Oxycarenidae, la plupart des Rhyparochromidae par exemple). Certains sont prédateurs (Geocoridae), voire cleptoparasites (chez les Berytidae).
Certains sont myrmécomorphes (chez les Colobathristidae et les Geocoridae tropicaux). Des couleurs aposématiques sont fréquentes chez les Lygaeinae.
Les Kleidocerys (Ischnorhynchinae) peuvent émettre des stridulations avec leurs ailes.
L'espèce Oncopeltus fasciatus (Lygaeidae, Lygaeinae) a été très étudiée. On a notamment montré qu'elle présente des cycles de vol ou reproductifs et que selon les périodes, leur énergie est dirigée soit vers le vol soit vers la ponte, lors de laquelle les muscles des ailes diminuent de volume.

### Espèces d'importance économique
Certaines espèces ont une importance économique, parce qu'elles se sont détournées de leurs hôtes originels pour s'adapter aux cultures intensives humaines, telles que :
- Blissus leucopterus (Blissidae) en Amérique du Nord, décrit comme ravageur du maïs et d'autres céréales dès le 18e siècle ;
- Macchiademus diplopterus (Blissidae) en Afrique du Sud ;
- Phaenacantha spp. (Colobathristidae) s'en prennent à la canne à sucre en Asie et en Australie ;
- Nysius spp. (Lygaeidae) peuvent se multiplier en nombre important et s'en prendre à des cultures en Australie et aux États-Unis ;
- Spilostethus pandurus (Lygaeidae) est cité pour ravager certaines cultures en Europe ;
- Oxycarenus, surtout O. hyalinipennis, (Oxycarenidae) peut s'en prendre aux cultures de coton.

Au contraire, certains sont des prédateurs de pucerons ou d’œufs de papillons (Jalysus wickhami (Berytidae), certains Geocoridae) et sont donc des auxiliaires de l'agriculture.

## Systématique
Le groupe a été reconnu par Schilling en 1829, et Stål en a fait la première synthèse la plus complète en 1872. Slater en a donné un catalogue en 1964, qui, par rapport à la conception actuelle, comprenait les Idiostolidae, mais pas les Berytidae, les Colobathristidae ni les Piesmatidae. Kumar a discuté en 1968 les relations avec les super-familles apparentées. En 1995, Slater et O'Donnell ont publié une mise à jour du catalogue de Slater. En 1997, Henry a profondément retravaillé la systématique dans une perspective cladistique, en choisissant, pour tenter de résoudre la paraphylie des Lygaeidae, d'élever plusieurs sous-familles au rang de famille. À partir de 2018, un site présente un catalogue en ligne, Lygaeoidea Species Files.
Il semble que le groupe nécessite encore des études ultérieures afin de parvenir à résoudre les problèmes de paraphylie de la famille des Lygaeidae. Il contient actuellement une quinzaine de familles. Les Idiostolidae en ont été retirés pour être placés dans une super-famille à part entière, les Idiostoloidea, avec la sous-famille, élevée au rang de famille, des Henicocoridae. Les Piesmatidae ont un placement disputé, soit dans les Lygaeoidea, soit dans une autre super-famille, peut-être une super-famille propre, les Piesmatoidea.

### Fossiles
Plusieurs fossiles ont été trouvés dans les familles Artheneidae, Berytidae, Cymidae, Blissidae, Geocoridae, Heterogastridae, Lygaeidae, Malcidae, Pachygronthidae et Rhyparochromidae, dont le plus ancien remonte au Jurassique moyen (Bajocien-Bathonien, entre  −170 et −166 millions d'années). 

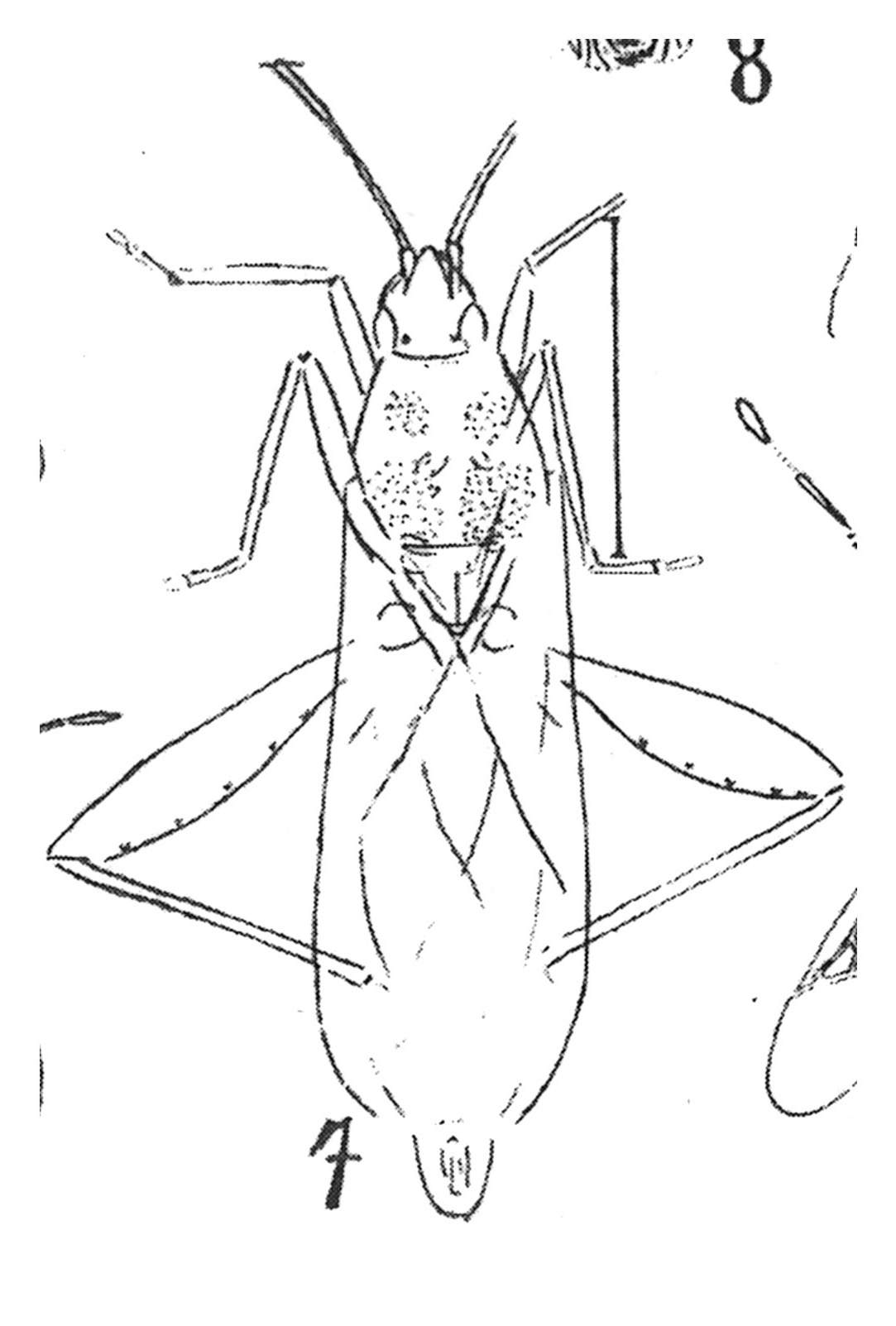
†Lygaeus elongatiabdominalis (Lygaeidae), Aix-en-Provence, Stampien (-33 à -28 millions d'années).
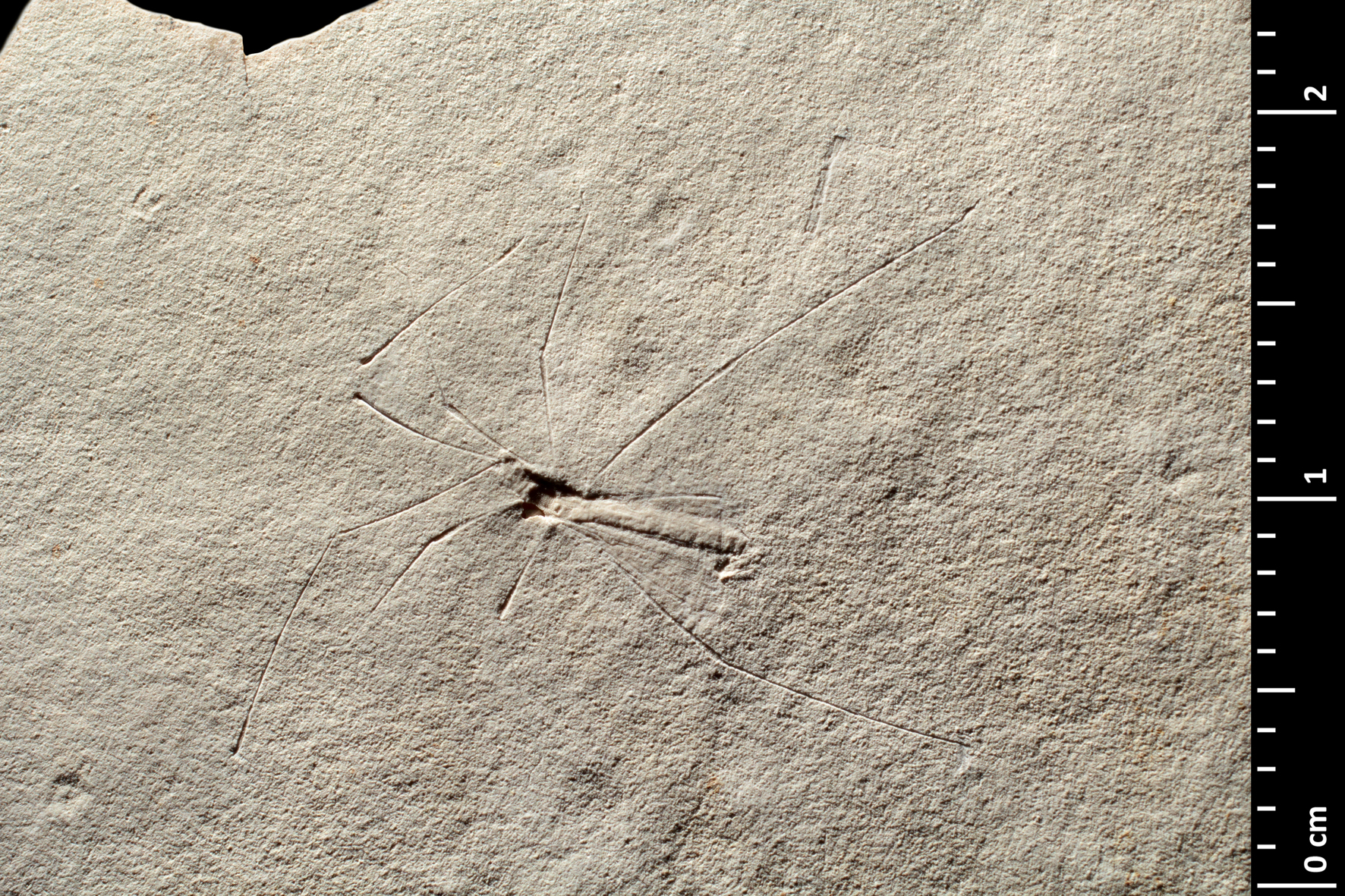
†Neides oligocenicus (Berytidae), Aix-en-Provence (Chattien, -28 à -23 millions d'années)
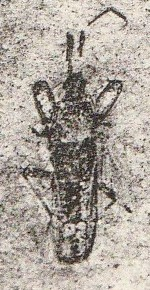
†Praenotochilus parallelus (Lygaeidae), Camoins-les-Bains, France (Chattien, -28 à -23 millions d'années).

### Liste des familles
Selon Lygaeoidea Species Files (consulté le 20 octobre 2022) :
- famille Artheneidae Stål, 1872
- famille Berytidae Fieber, 1851
- famille Blissidae Stål, 1862
- famille Colobathristidae Stål, 1865
- famille Cryptorhamphidae Hamid, 1971
- famille Cymidae Baerensprung, 1860
- famille Geocoridae Baerensprung, 1860
- famille Heterogastridae Stål, 1872
- famille Lygaeidae Schilling, 1829
- famille Malcidae Stål, 1865
- famille Meschiidae Malipatil, 2014
- famille Ninidae Barber, 1956
- famille Oxycarenidae Stål, 1862
- famille Pachygronthidae Stål, 1865
- famille Piesmatidae Amyot & Serville, 1843
- famille Rhyparochromidae Amyot & Serville, 1843

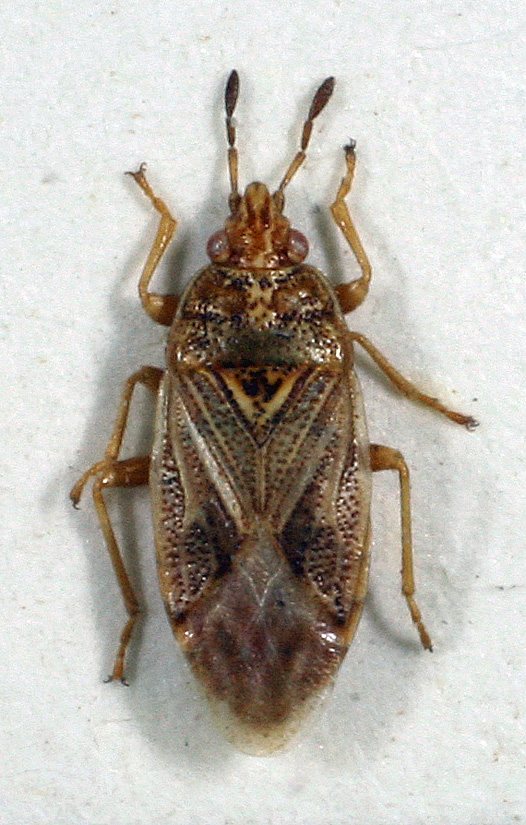
Artheneidae : Chilacis typhae.
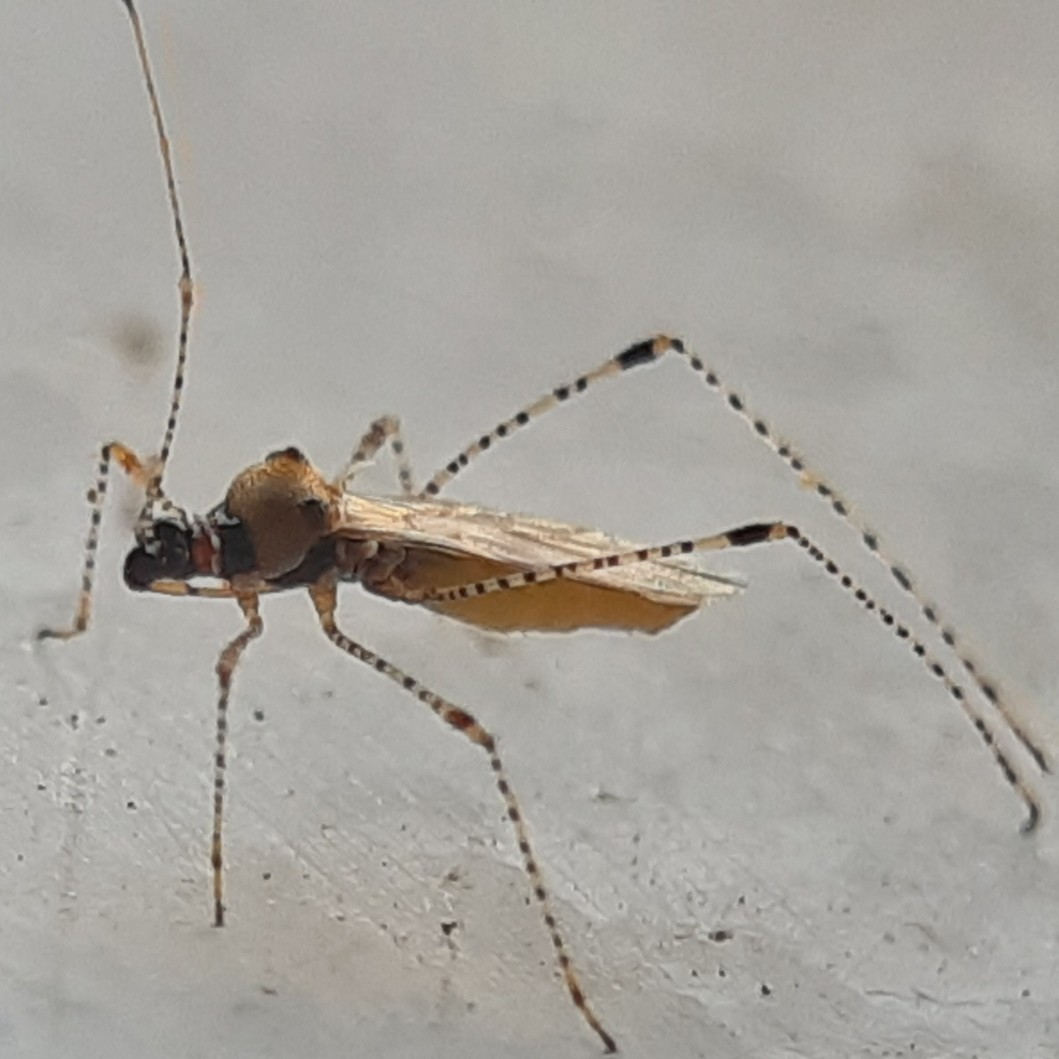
Berytidae: Gampsocoris punctipes.
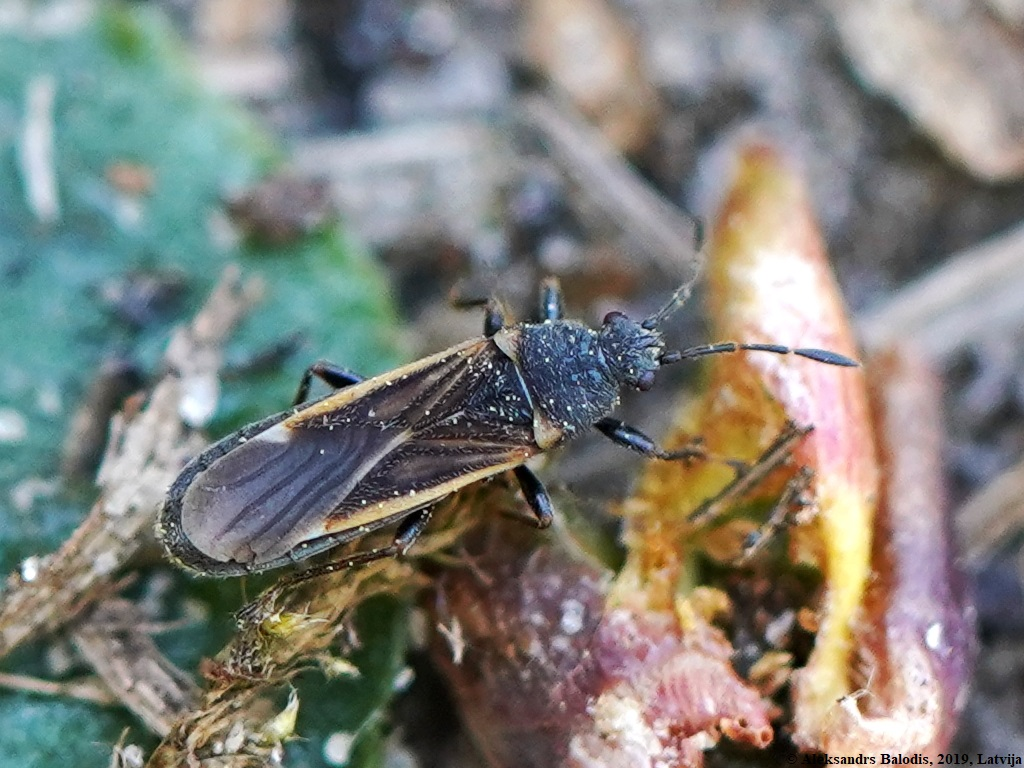
Blissidae : Ischnodemus sabuleti.
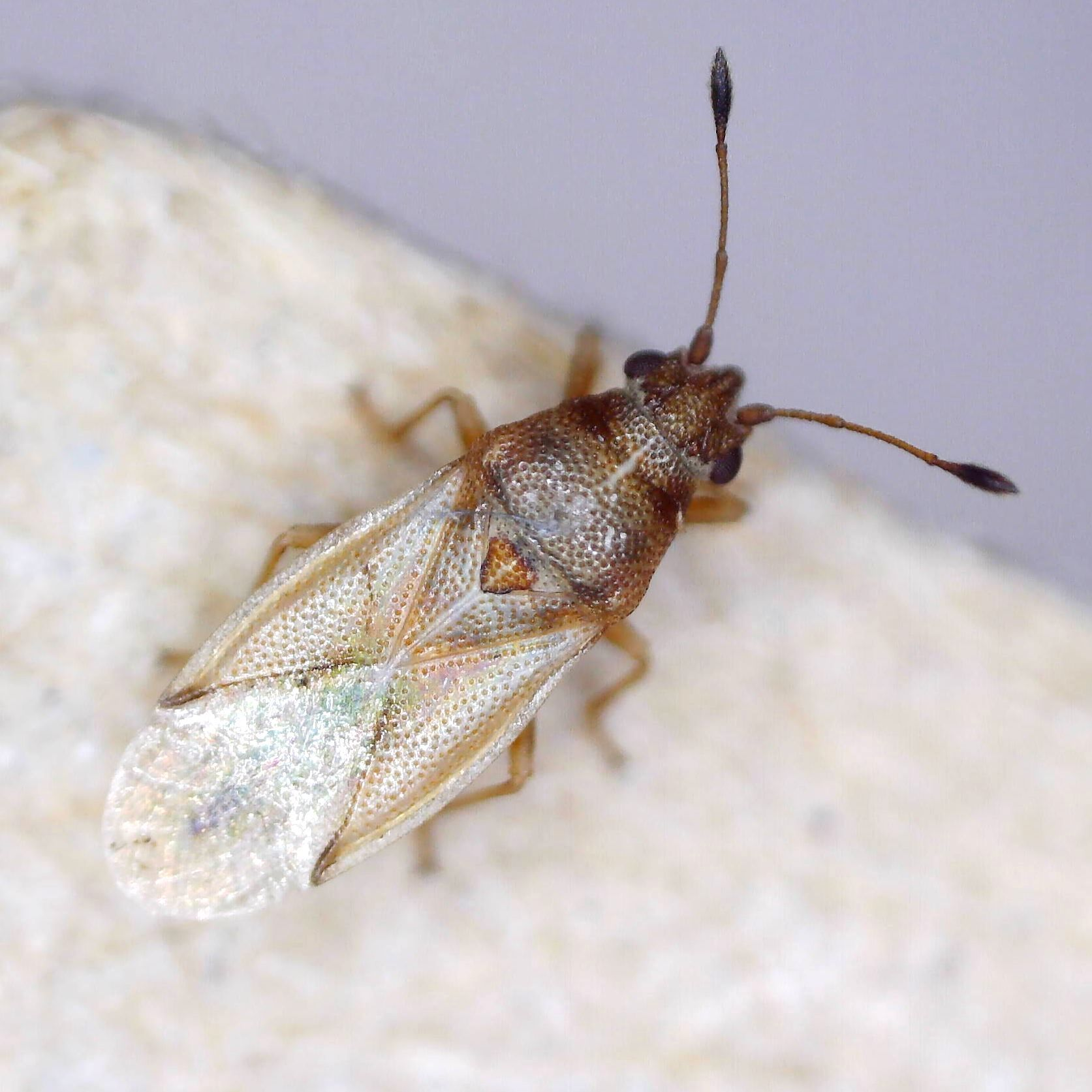
Cymidae : Cymus claviculus.
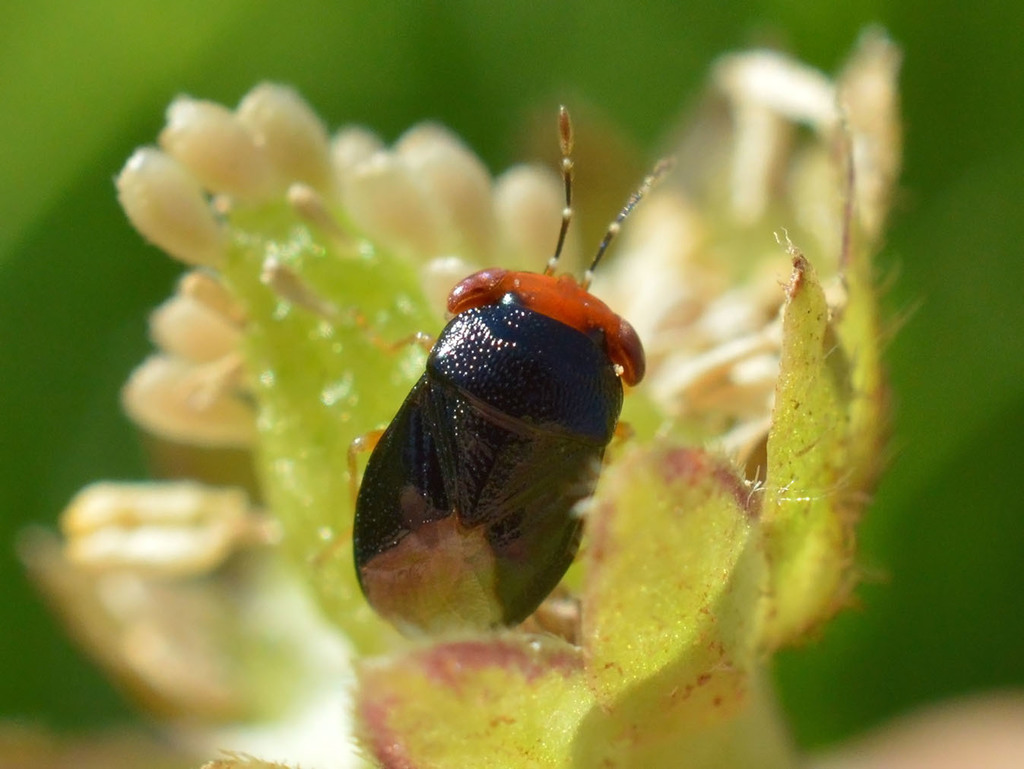
Geocoridae : Geocoris erythrocephalus.
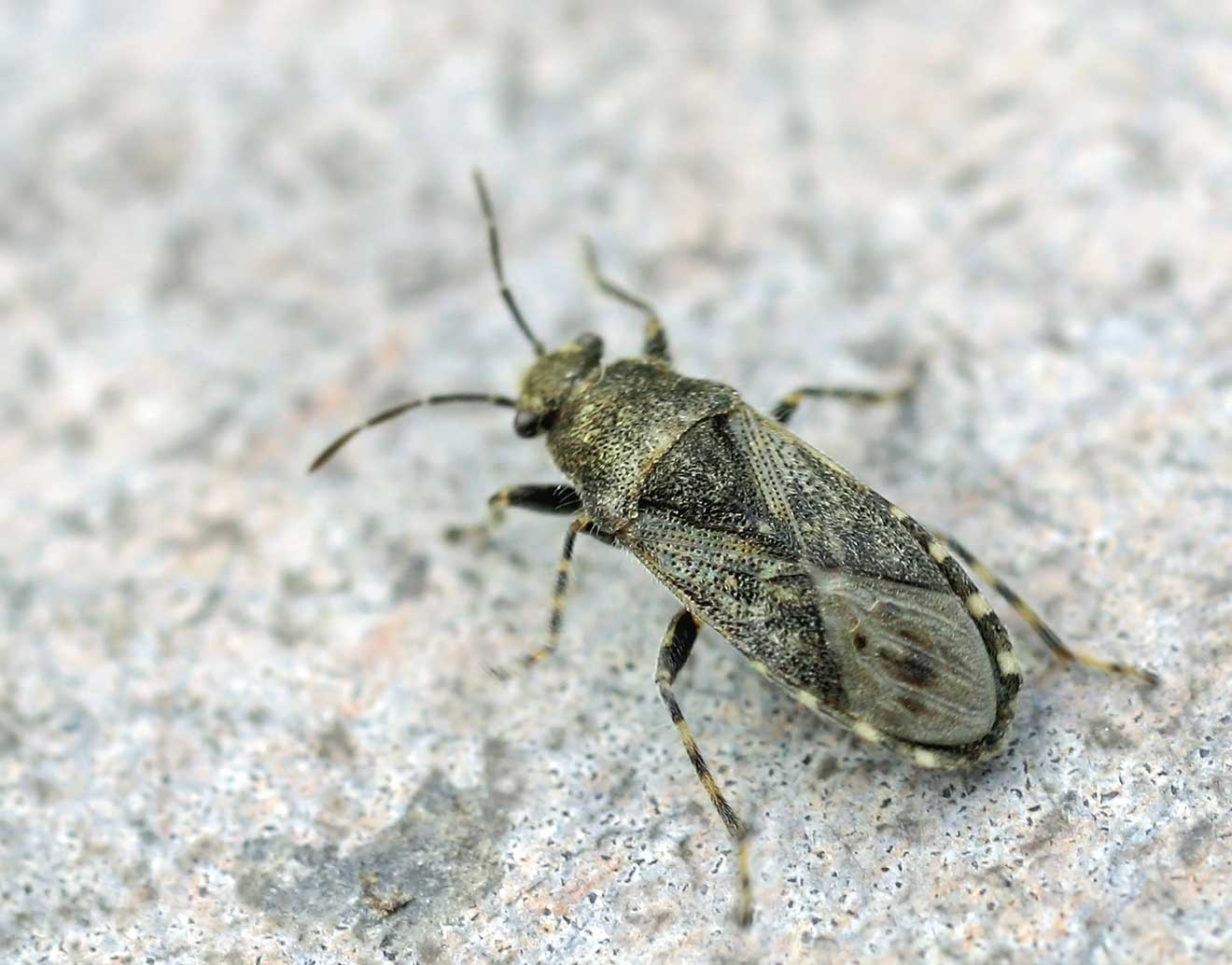
Heterogastridae : Heterogaster urticae.
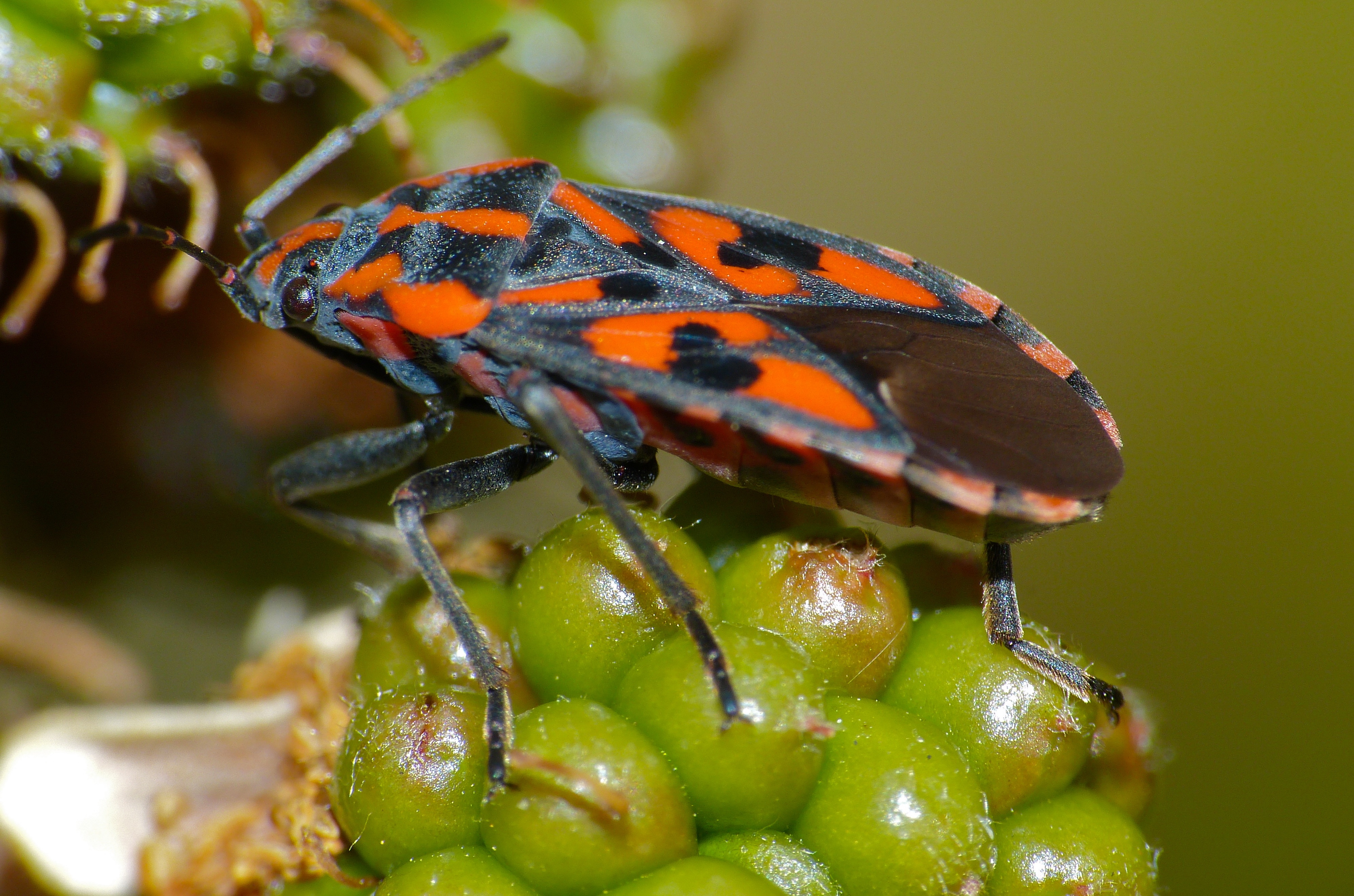
Lygaeidae : Spilostethus saxatilis
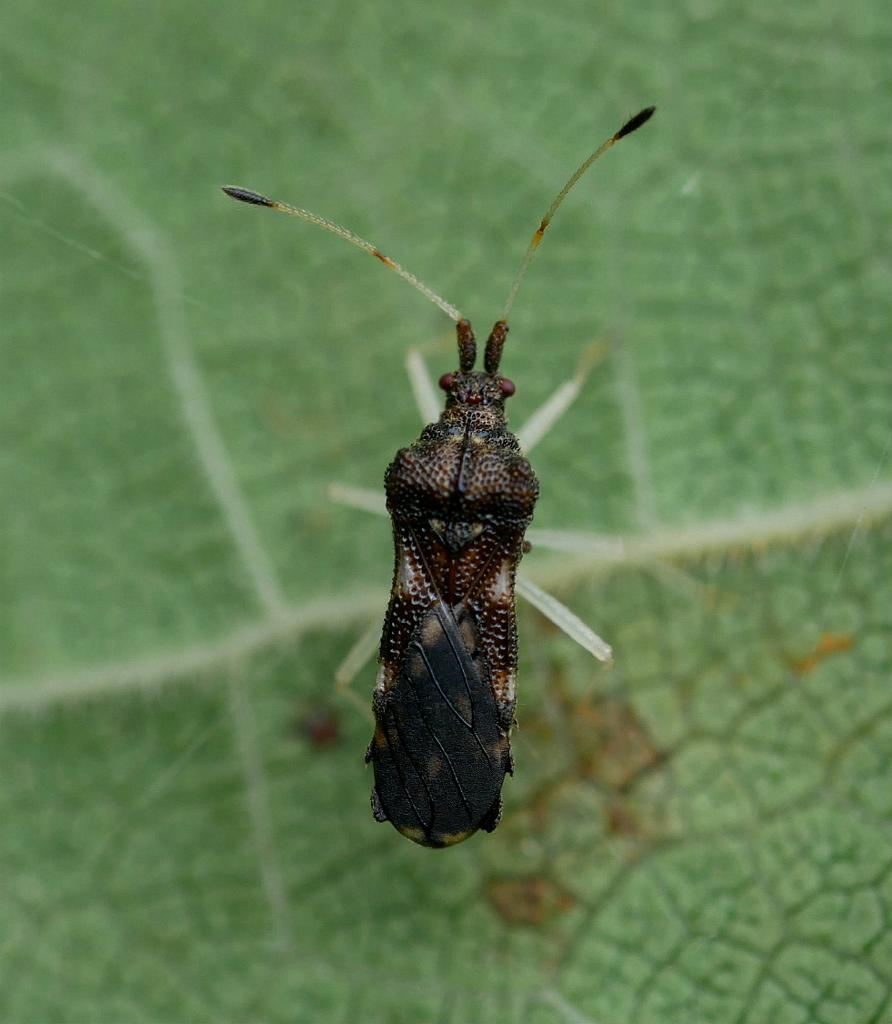
Malcidae : Malcus japonicus.
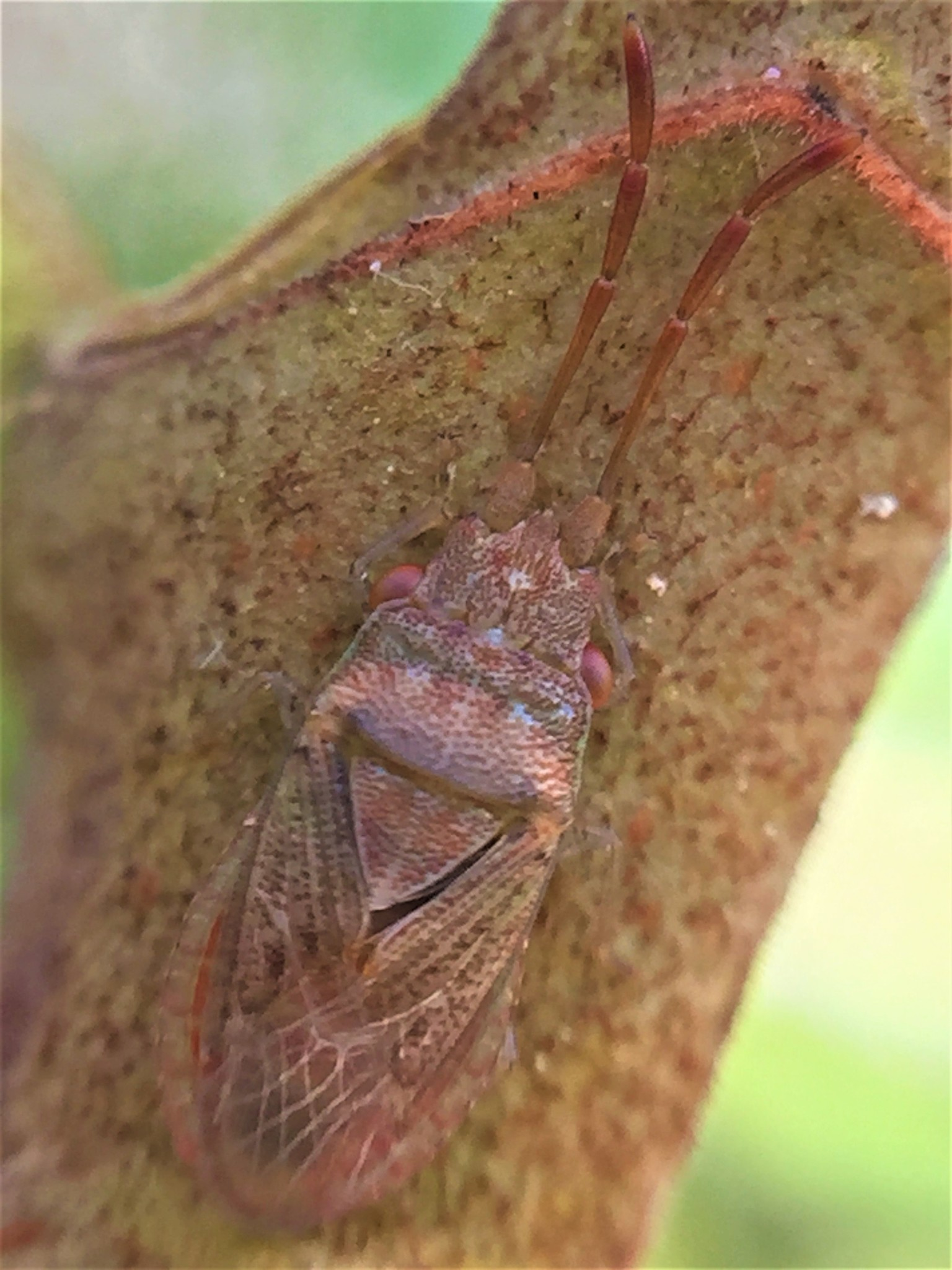
Meschiidae : Meschia barrowensis, Nouvelle-Zélande
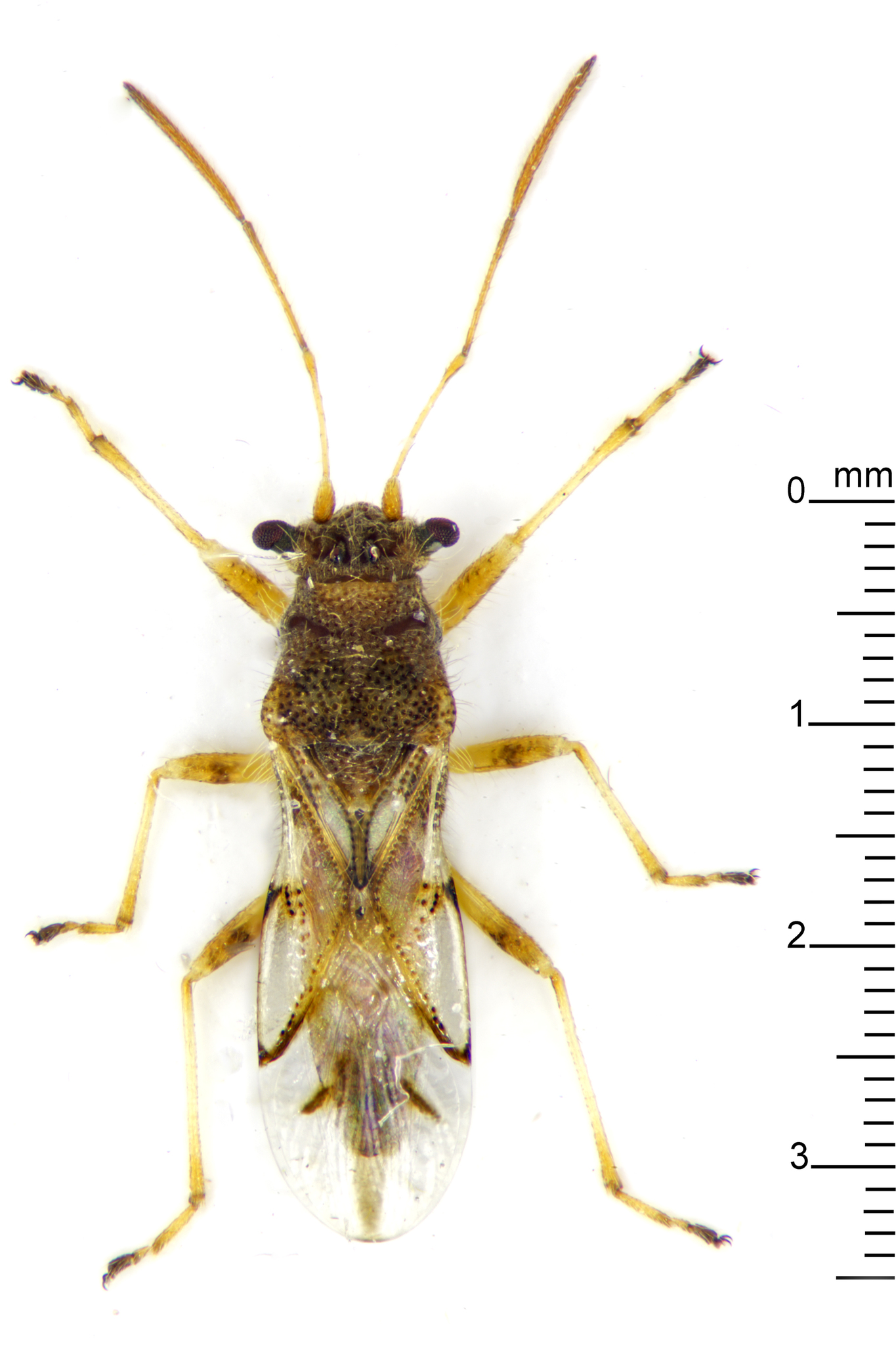
Ninidae : Ninus insignis.
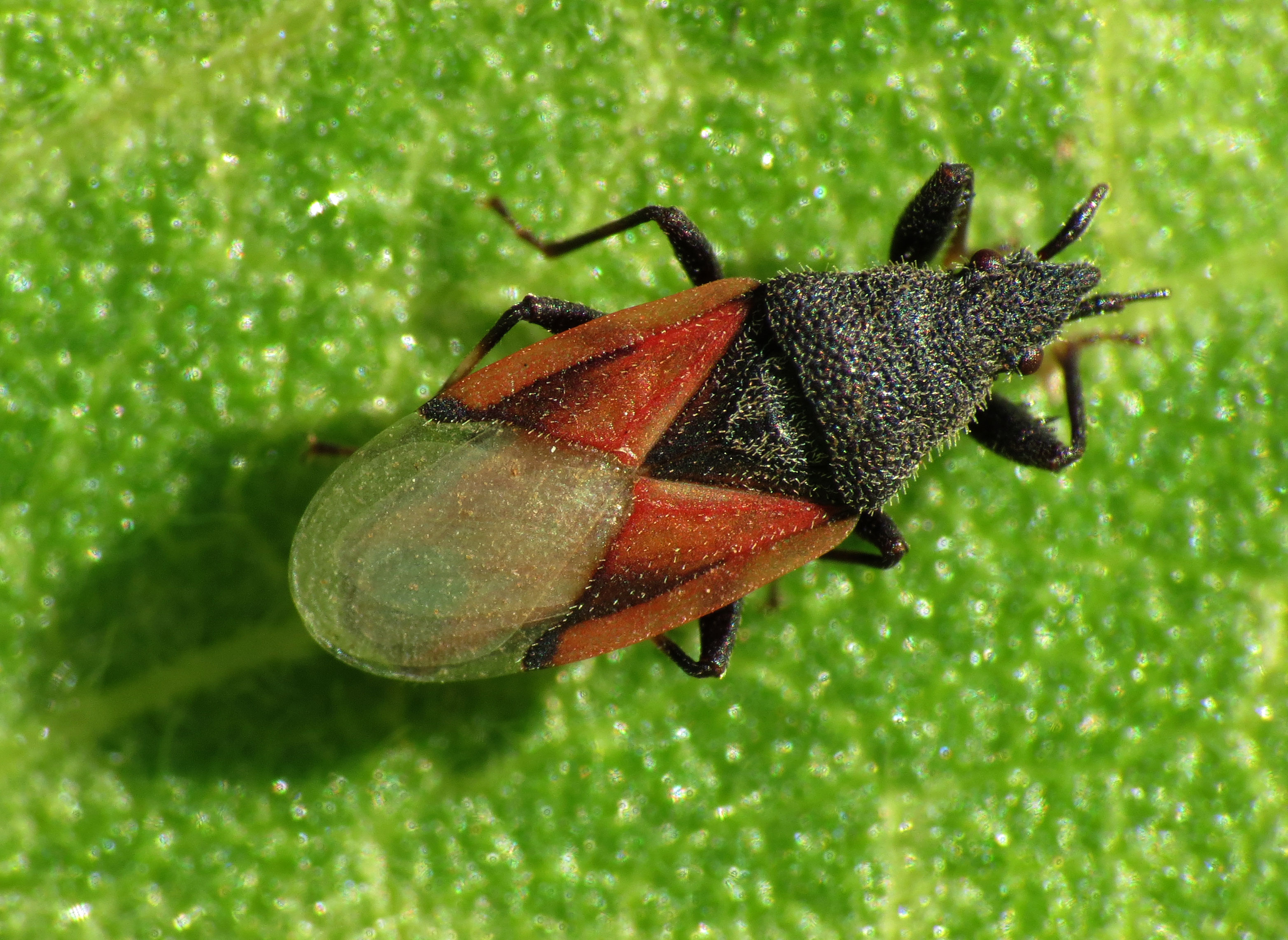
Oxycarenidae : Oxycarenus lavaterae.
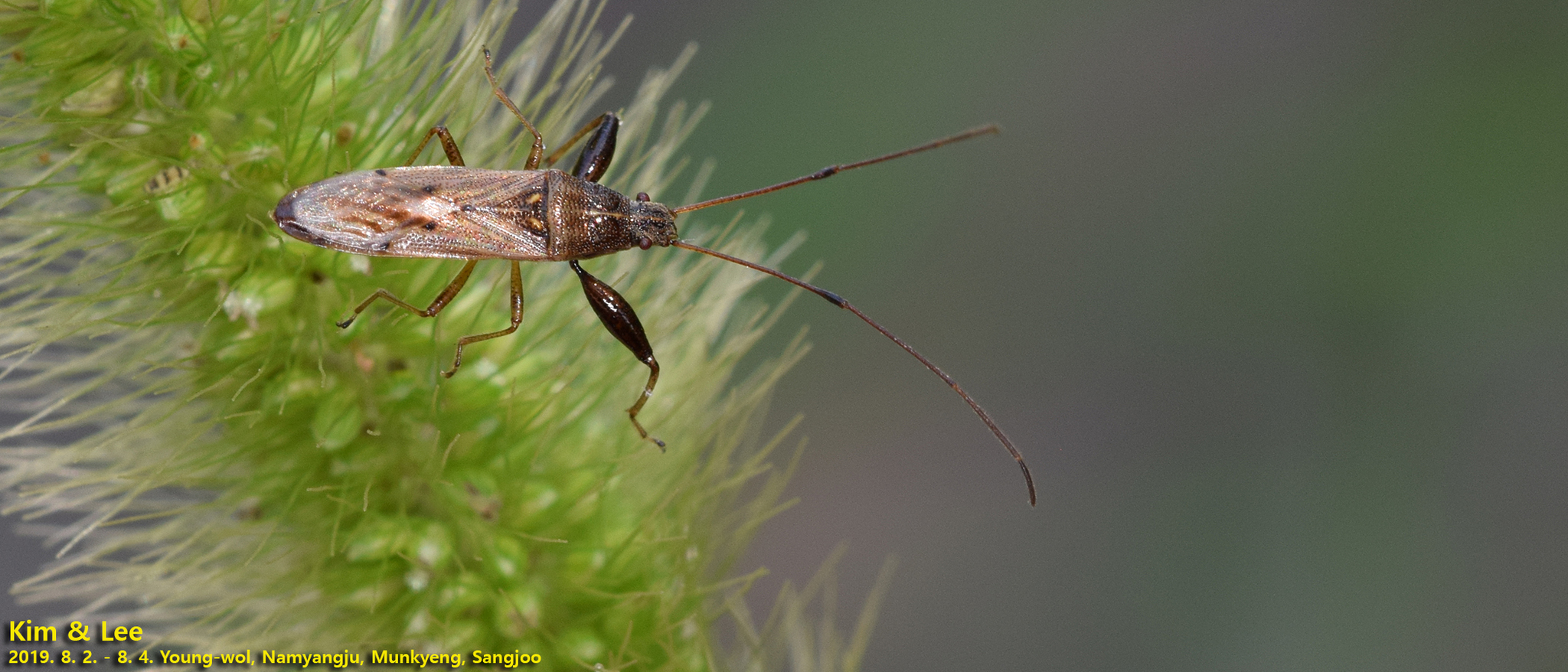
Pachygronthidae : Pachygrontha antennata.
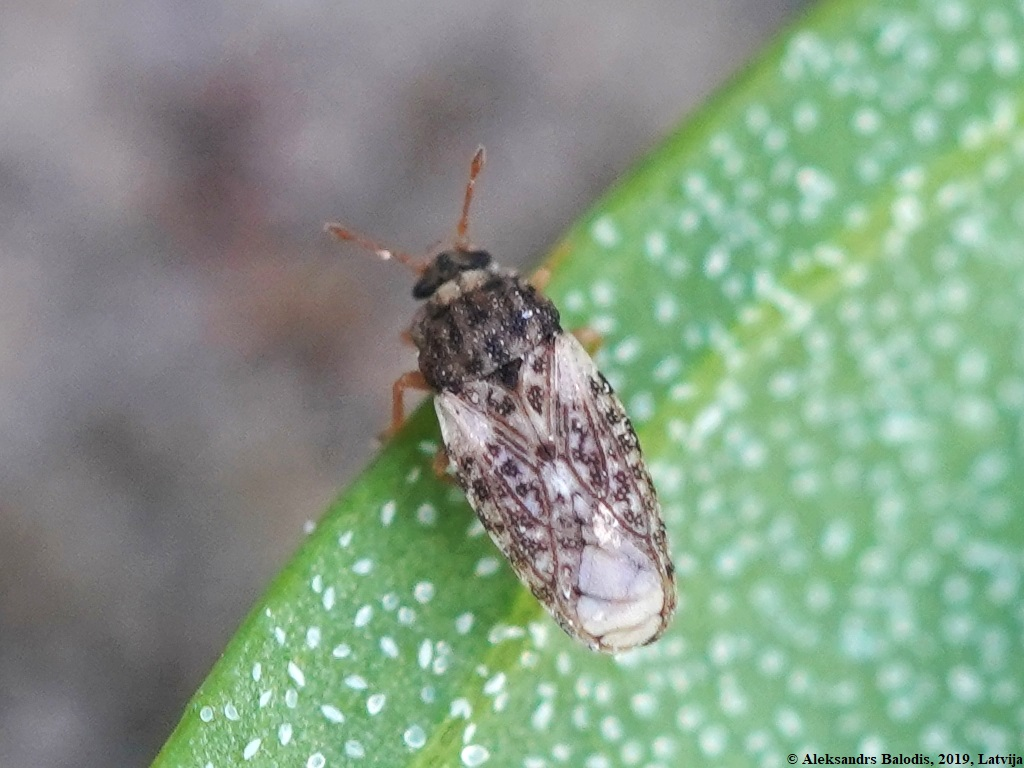
Piesmatidae : Piesma maculatum.
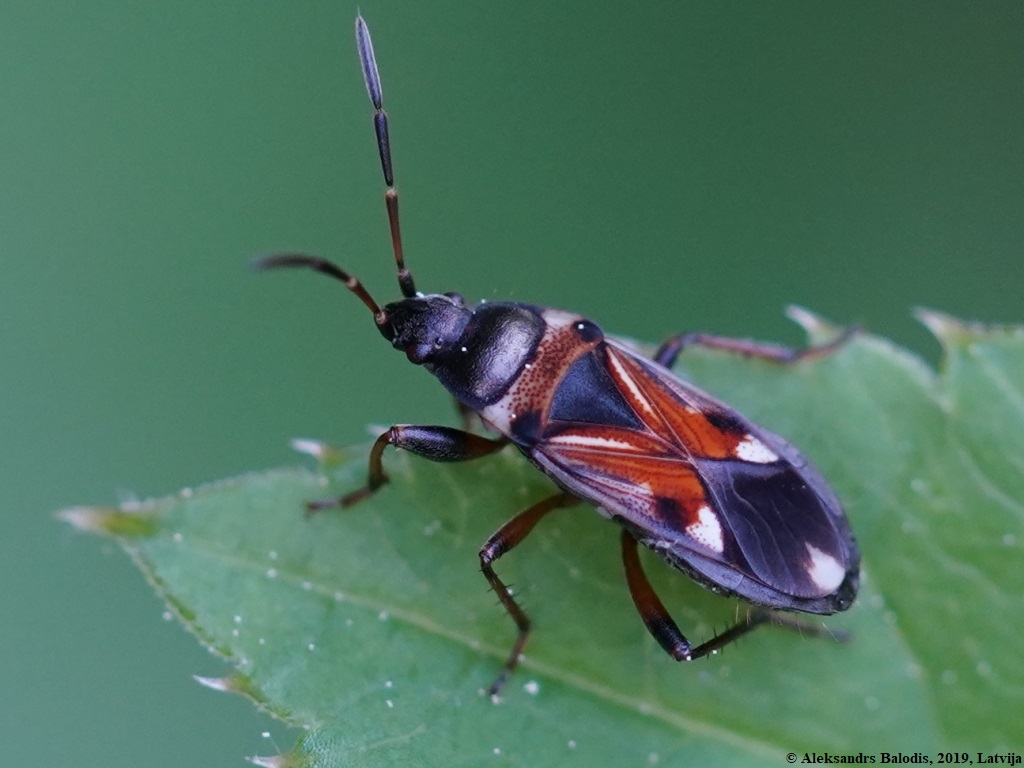
Rhyparochromidae : Raglius alboacuminatus.